# Friedrichstein (Zierenberg)

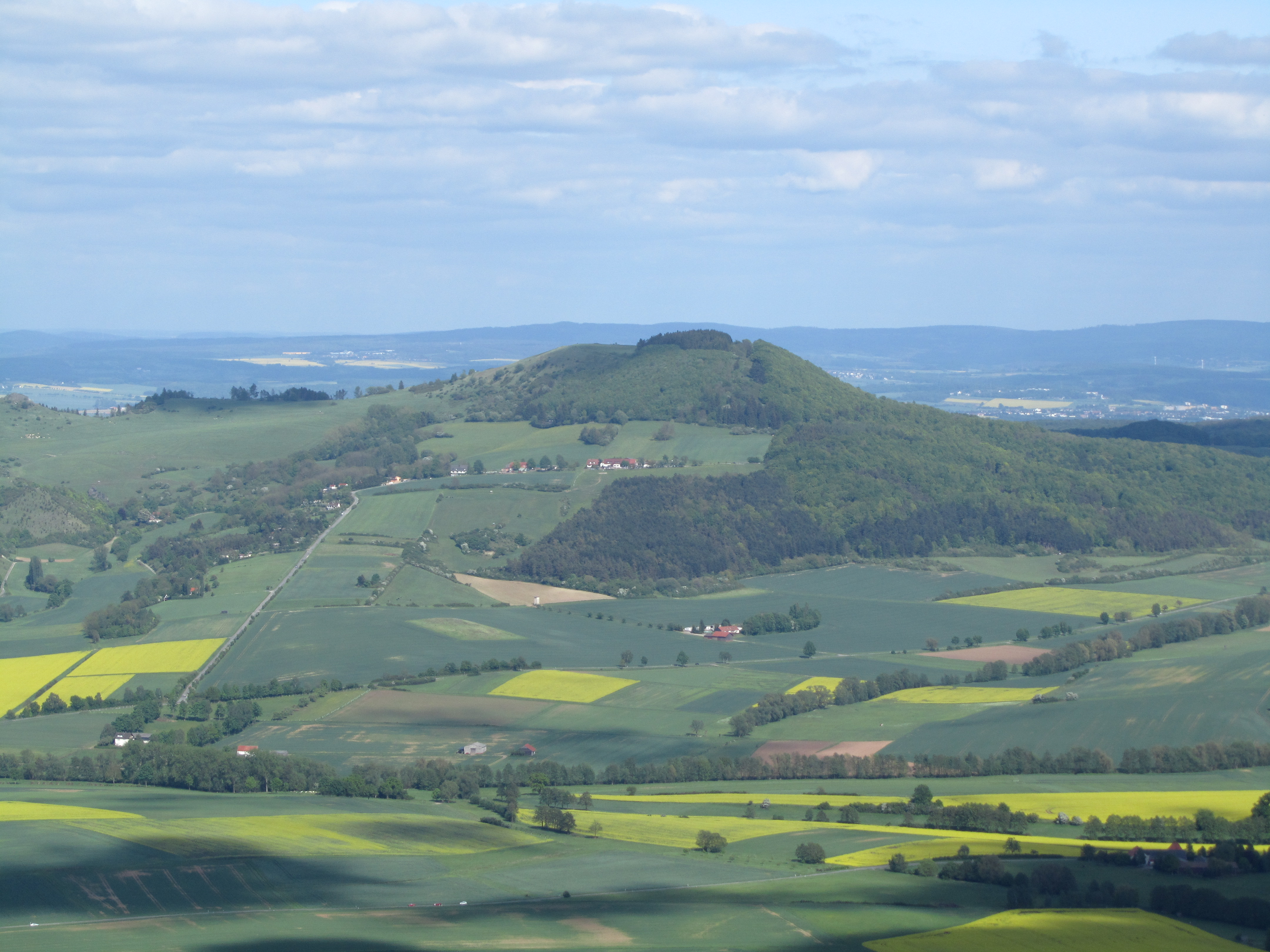
Blick vom Bärenbergturm auf dem Großen Bärenberg ostwärts über das Tal der Warme hinweg zu den Weilern Heilerbach und Friedrichstein auf der Westflanke des Hohen Dörnbergs

Friedrichstein, früher auch Friedrichsstein genannt, ist ein Weiler der Stadt Zierenberg im nordhessischen Landkreis Kassel.

## Geographie

### Lage
Friedrichstein liegt im Habichtswälder Bergland innerhalb des Naturparks Habichtswald 3 km südöstlich der Zierenberger Kernstadt und 1,5 km (jeweils Luftlinie) nordnordwestlich des Habichtswalder Ortsteils Dörnberg. Es erstreckt sich auf dem Westhang des Hohen Dörnbergs (578,7 m ü. NHN) auf etwa 420 bis 435 m Höhe. Nordwestlicher Nachbar ist der Zierenberger Weiler Heilerbach. Nach Südwesten fällt die Landschaft in das Tal des Lubachs ab, einem südöstlichen Zufluss der Warme, und nach Nordwesten in jenes des Heilerbachs, einem östlichen Zufluss der Warme. Jenseits des Heilerbachs liegt im Nordnordwesten der Kleine Dörnberg (481,6 m) und im Norden der Basaltfels Wichtelkirche (390 m) mit dem Burgstall Blumenstein.

### Naturräumliche Zuordnung
Friedrichstein liegt in der naturräumlichen Haupteinheitengruppe Westhessisches Bergland (Nr. 34) und in der Haupteinheit Habichtswälder Bergland (342) in der Untereinheit Dörnberg und Schreckenberge (342.3). Nach Süden leitet die Landschaft in den Naturraum Dörnbergpass (342.30) über, und nach Westen fällt sie in den Naturraum Zierenberger Grund (342.11) ab.

## Geschichte
Erstmals erwähnt wurde Friedrich(s)stein im Jahr 1777, als es unter Landgraf Friedrich II. als Kolonie für 10 Familien angelegt wurde, deren Anzahl bald verringert wurde. Noch um 1900 hieß der Weiler Friedrichsstein; 1956 wird er im Gemeindeverzeichnis Friedrichstein genannt. 1779 hatte er 9 Haushaltungen und 1895 lebten dort 8 Einwohner.
Der Weiler besteht aus nur wenigen Häusern, unter anderem mit dem Bergcafe Friedrichstein.

## Schutzgebiete
Nördlich über östlich bis südlich um Friedrichstein herum ziehen sich Teile des Fauna-Flora-Habitat-Gebiets Dörnberg, Immelburg und Helfenstein (FFH-Nr. 4622-303; 4,107 km²) und im Norden liegen jenseits Heilerbach solche des Naturschutzgebiets Dörnberg (CDDA-Nr. 81531; 1978 ausgewiesen; 1,1656 km² groß).

## Verkehr und Wandern
Friedrichstein ist über eine schmale Stichstraße zu erreichen. Sie zweigt von der zwischen Zierenberg und dem Habichtswalder Ortsteil Dörnberg verlaufenden Landesstraße 3211 ab und führt steil aufwärts vorbei am Weiler Heilerbach nach Friedrichstein. Über an diese Landesstraße in Dörnberg anschließende Bundesstraße 251 besteht – durch den Habichtswalder Ortsteil Ehlen fahrend – Verbindung nach Südwesten zur nahen Anschlussstelle Zierenberg der Bundesautobahn 44; in entgegengesetzter Richtung führt die B 251 ostwärts in den Kasseler Stadtteil Harleshausen.
Am Ende der Stichstraße liegt etwas unterhalb einer auf 438,6 m hohen Feldwegstelle der Wandererparkplatz Friedrichstein, von wo aus man den Aufstieg auf den Hohen Dörnberg zum Beispiel auf der Extratour H2 des Habichtswaldsteiges und auf dem Eco Pfad Archäologie Dörnberg beginnen kann; beide verlaufen durch Friedrichstein. Nördlich vorbei am Weiler führt jenseits vom Heilerbach der den Berg nördlich passierende Märchenlandweg.